# Luzonsultanspett
Luzonsultanspett (Chrysocolaptes haematribon) är en fågel i familjen hackspettar inom ordningen hackspettartade fåglar. Den förekommer i norra Filippinerna. Arten minskar i antal, men beståndet anses vara livskraftigt.

## Utseende och läte
Luzonsultanspetten är en stor hackspett med röd rygg, gulaktig buk med otydlig fläckning och svart på stjärt, vingkanter, hals och bröst. Den har vidare tydligt vit fläckning på bröst, hals och även vitt i en linje bakom ögat. Den kantiga huvudtofsen är svart med vita fläckar hos honan, röd hos hanen. Bland lätena hörs en serie korta ringande toner, "ki-ki-ki-ki-ki!".

## Utbredning och systematik
Fågeln återfinns i norra Filippinerna, på öarna Luzon, Polillo, Catanduanes och Marinduque. Den behandlas som monotypisk, det vill säga att den inte delas in i några underarter. Tidigare betraktades luzonsultanspett tillsammans med ett antal andra arter i Sydostasien och på Filippinerna som en enda art, Chrysocolaptes lucidus, med det svenska trivialnamnet större sultanspett. Vissa gör det fortfarande.

## Levnadssätt
Luzonsultanspetten hittas i skogsområden i lågland och lägre bergstrakter.

## Status och hot
Arten har ett stort utbredningsområde, men tros minska i antal, dock inte tillräckligt kraftigt för att den ska betraktas som hotad. Internationella naturvårdsunionen IUCN listar därför arten som livskraftig (LC).